# Gustav Mahler
« Mahler » redirige ici. Pour les autres significations, voir Mahler (homonymie).
Œuvres principales
- Symphonie n° 1 « Titan »
- Symphonie n° 2 « Résurrection »
- Symphonie n° 3
- Symphonie n° 4
- Symphonie n° 5
- Symphonie n° 6 « Tragique »
- Symphonie n° 7 « Chant de la nuit »
- Symphonie n° 8 « des Mille »
- Symphonie n° 9
- Das Lied von der Erde
- Des Knaben Wunderhorn
- Lieder eines fahrenden Gesellen

Gustav Mahler (prononcé [ˈɡʊstaf ˈmaːlɐ] en allemand, né le 7 juillet 1860 à Kaliště dans l'empire d'Autriche et décédé le 18 mai 1911 à Vienne) est un compositeur et chef d'orchestre autrichien.
Plus célèbre en son temps comme chef d'orchestre, son nom reste attaché aujourd’hui à une œuvre de compositeur dont la dimension orchestrale et l'originalité musicale jettent un pont entre la fin du XIXe et le début du XXe siècle. Il est l'auteur de dix symphonies, dont la dernière est inachevée — la réduction est complète, mais seul le premier mouvement est orchestré —, et de plusieurs cycles de lieder.

## Biographie

### Famille
Gustav Mahler voit le jour le 7 juillet 1860 dans une famille juive du village de Kaliště en Bohême. Ses parents, Marie et Bernhard Mahler, de milieu modeste, sont aubergistes. À la fin de la même année, la famille s’établit dans la ville d'Iglau en Moravie, où Gustav passe son enfance au sein d'une fratrie de 14 enfants.

### Formation et influences
Ses dons musicaux sont découverts très tôt. En 1875, il est admis au conservatoire puis à l'université de Vienne, où il étudie le piano avec Julius Epstein et partage la chambre d’Hans Rott. Il suit parallèlement des conférences données par Anton Bruckner à l’université de Vienne. Dès sa jeunesse, la musique et le mysticisme catholique attirent beaucoup Mahler, de même que la pensée juive, plus sans doute que les rituels juifs. Alma Mahler rapporte : « Il aimait l'odeur de l'encens et les chants grégoriens et ne pouvait jamais passer devant une église sans y entrer. »
Pour des raisons de convenance professionnelle, il se fait baptiser à Hambourg (en Allemagne) au début de 1897, mais la question juive le touche de près, notamment lorsque Cosima Wagner tente d'annuler son engagement à Vienne alors qu'il vénère et défend son mari. Selon le peintre et décorateur Alfred Roller, il ne cachera jamais son origine juive, mais ne l'affiche pas ostensiblement. Durant tout son mandat à l'opéra de Vienne, il a souffert de l'antisémitisme plus ou moins déclaré d'une partie du public. Sa musique fut bannie sous le Troisième Reich. L'inspiration chrétienne est apparente dans les Symphonies nº 2 et n° 8. L'élément juif est également présent sous diverses formes, notamment des emprunts à la musique klezmer ou au chant synagogal.

« Je suis trois fois étranger sur la terre ! », dit-il. « Comme natif de Bohême en Autriche, comme Autrichien en Allemagne, comme juif dans le monde entier. »

### Carrière

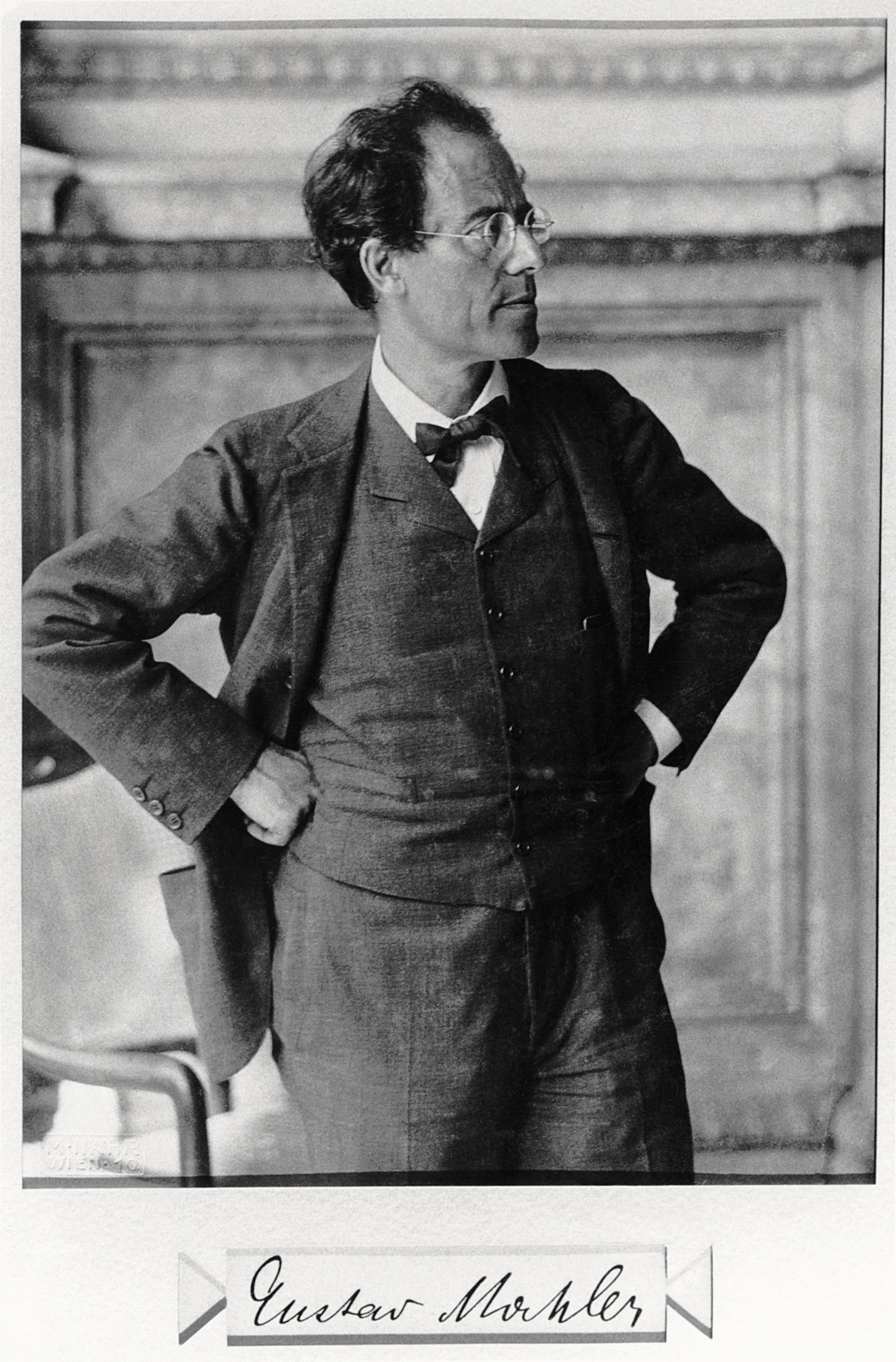
Gustav Mahler en 1907
(et sa signature).

La première composition importante de Mahler, Das klagende Lied opus 1, qu’il présente au prix Beethoven en 1880 en tant qu’opéra, est un échec. Il la transforme ultérieurement en cantate. Ce revers l'incite à orienter sa carrière vers la direction orchestrale. Il débute à Bad Hall cette même année puis dirige à Ljubljana, Olomouc, Cassel et à l'opéra allemand de Prague où ses interprétations de Mozart, Beethoven et Wagner lui valent ses premiers triomphes.
En 1886, il est engagé à l'opéra de Leipzig comme assistant d'Arthur Nikisch. Après les Lieder eines fahrenden Gesellen, il compose sa Symphonie no 1 et les Lieder  Des Knaben Wunderhorn pendant ses vacances d’été à Steinbach-am-Attersee. Nommé à l'Opéra royal de Budapest en 1888, il y crée sa Première symphonie en 1889. L'exceptionnelle qualité de ses interprétations est à l'origine de l'enthousiasme de Johannes Brahms, pour qui « un tel niveau est inconcevable à Vienne ». Nommé premier chef à l'opéra de Hambourg en 1891, il y reste jusqu'en 1897. C'est son premier poste de longue durée.
En 1897 Mahler, avec l'aide de Brahms et du critique Hanslick, devient directeur artistique du prestigieux opéra de Vienne (il s'est converti au catholicisme pour pouvoir obtenir ce poste dont les Juifs étaient alors exclus). Il y débute avec Lohengrin le 11 mai 1897.
Il passe les dix années suivantes à Vienne et y acquiert une réputation de perfectionniste. Une analyse de ses relations avec les membres de l'orchestre confirme chez Gustav Mahler une tendance à obtenir d'eux le meilleur, jusque dans les plus petits détails. On dit par ailleurs qu'il imposa au public l'obligation d'assister à la représentation des opéras en leur entier sans quitter sa place, ce qui laisse supposer que l'on pouvait ne pas suivre cette règle jusque-là. À la Wiener Hofoper, il s'impose dans les opéras de Mozart, Beethoven et Wagner, entre autres, mais ne dédaigne pas non plus les répertoires italien, français et russe et veille aussi à présenter des œuvres contemporaines. Pendant cette période, il alterne la direction pour neuf mois de l’année et la composition le reste du temps — principalement à Maiernigg, où il possède une petite maison sur le Wörthersee — il y compose ses symphonies de la quatrième à la huitième.

### Rencontre avec Alma
En novembre 1901, Gustav Mahler, alors directeur de l'opéra de Vienne et compositeur déjà célèbre, rencontre Alma Schindler (1879-1964), de dix-neuf ans sa cadette. Alma est la fille du peintre paysagiste Emil Jakob Schindler décédé en 1892 ; sa mère s'est remariée avec le peintre Carl Moll, élève de Schindler. Issue d'un milieu cultivé et excellente pianiste, la jeune fille s'intéresse à l'art et étudie la composition avec Alexander von Zemlinsky, beau-frère et ancien professeur d'Arnold Schönberg. Fasciné par sa beauté et son indépendance d'esprit, Mahler l'épouse le 9 mars 1902 à Vienne, veille du jour où sa sœur Justine (1868-1938) se marie avec le violoniste autrichien Arnold Rosé.
Grâce à Alma, le compositeur rencontre des artistes éminents comme le poète dramatique Gerhart Hauptmann, les peintres Gustav Klimt et Koloman Moser ou le chef de file de l'avant-garde musicale viennoise Arnold Schönberg, dont Mahler devient le défenseur et le protecteur. Souvent sacrifiée au travail d'un mari exigeant, et à sa demande, Alma renonce à la composition pour partager la vie intellectuelle et sensible de cet époux qu'elle considère alors « comme l'homme le plus noble, le plus pur » qu'elle ait jamais connu. Deux filles naissent en 1902 et 1904, Maria et Anna. Le 5 juillet 1907, l'aînée, Maria, décède, emportée par la scarlatine ou la diphtérie.
Une grave crise éclate dans le couple au cours de l'été 1910 lorsque Alma, lui reprochant de ne pas faire son devoir d'époux, succombe au charme du jeune architecte Walter Gropius. Mahler consulte Sigmund Freud avec lequel il effectue une discussion-promenade de quatre heures. L'entretien semble avoir été bénéfique au compositeur qui écrit à sa femme : « … Suis joyeux. Conversation intéressante… »
Alma accompagne Mahler dans sa quatrième saison aux États-Unis et reste à ses côtés jusqu'à la fin de sa vie.

### Dernières années
En 1907, une maladie de cœur est diagnostiquée. La même année, il démissionne de son poste à Vienne du fait des constantes oppositions qu'il rencontre. Ce double coup du sort, Mahler semble l’avoir involontairement anticipé quelques mois auparavant quand il compose le final de sa Sixième Symphonie. Ce final comporte en effet trois puissants et terribles coups de marteau censés symboliser trois coups du destin frappant fatalement un héros et le précipitant dans un gouffre de désespoir sans fond comme l’exprime la poignante fin de l'œuvre[réf. nécessaire]. Alors que sa Quatrième symphonie reçoit un accueil assez favorable, il lui faut attendre 1910 pour rencontrer à nouveau un véritable succès public avec la Huitième Symphonie à la création de laquelle assistent, le 12 septembre à Munich, les plus grands artistes et écrivains de l'époque, dont Thomas Mann.
Mahler, victime de constantes attaques antisémites, reçoit une offre pour diriger le Metropolitan Opera à New York. Il y dirige la saison de 1908 mais une compétition s'installe entre Arturo Toscanini, récemment arrivé à New York, et lui. Mahler revient à New York l’année suivante mais pour y diriger l'orchestre philharmonique de New York. De cette période date l’achèvement de Das Lied von der Erde (Le Chant de la Terre) et de sa dernière symphonie achevée, la neuvième.

### Décès
Durant sa dernière visite aux États-Unis, où il dirige l'orchestre philharmonique de New York, il contracte une infection généralisée le 20 février 1911, peut-être favorisée par sa faiblesse cardiaque. Le 21 février 1911, il donne son dernier concert (programme de musique italienne). Gravement malade, il quitte New York pour être traité pendant une semaine à Paris par le professeur Chantemesse. Se sentant condamné, il demande à retourner à Vienne, où il meurt d'une endocardite le 18 mai 1911 , laissant inachevée sa Dixième Symphonie (seul l'Adagio initial sera achevé). Le dernier mot qu’il prononce, un doigt levé dirigeant un orchestre invisible, est : « Mozart ! » adressé à Alma. Il est enterré dans la capitale autrichienne, au cimetière de Grinzing.

## Œuvre
Gustav Mahler laisse 18 œuvres principales à son catalogue.

### Symphonies
| Titre           | Surnom              | Tonalité        | Composition | Création                    | Mouvements | Orchestration                          | Durée                                                           |
| --------------- | ------------------- | --------------- | ----------- | --------------------------- | ---------- | -------------------------------------- | --------------------------------------------------------------- |
| Symphonie nº 1  | Titan               | Ré majeur       | 1888-1896   | 20 novembre 1889 à Budapest | 4          | Orchestre                              | 50 minutes environ                                              |
| Symphonie nº 2  | Résurrection        | Do mineur       | 1888-1894   | 13 décembre 1895 à Berlin   | 5          | Orchestre, contralto, soprano et chœur | 80-85 minutes                                                   |
| Symphonie nº 3  |                     | Ré mineur       | 1893-1896   | 9 juin 1902 à Krefeld       | 6          | Orchestre, alto et chœurs              | 90 minutes environ                                              |
| Symphonie nº 4  |                     | Sol majeur      | 1899-1900   | 25 novembre 1901 à Munich   | 4          | Orchestre et soprano                   | 55 minutes environ                                              |
| Symphonie nº 5  |                     | Do dièse mineur | 1901-1902   | 18 octobre 1904 à Cologne   | 5          | Orchestre                              | 70 minutes environ                                              |
| Symphonie nº 6  | Tragique            | La mineur       | 1903-1904   | 27 mai 1906 à Essen         | 4          | Orchestre                              | 75-85 minutes                                                   |
| Symphonie nº 7  | Chant de la nuit    | Mi mineur       | 1904-1905   | 19 septembre 1908 à Prague  | 5          | Orchestre                              | 80-85 minutes                                                   |
| Symphonie nº 8  | Symphonie des Mille | Mi bémol majeur | 1906-1907   | 12 septembre 1910 à Munich  | 2          | Orchestre, solistes et chœurs          | 80-85 minutes                                                   |
| Symphonie nº 9  |                     | Ré majeur       | 1909-1910   | 26 juin 1912 à Vienne       | 4          | Orchestre                              | 80-85 minutes                                                   |
| Symphonie nº 10 |                     | Fa dièse majeur | 1910        | 14 octobre 1924 à Vienne    | 5          | Orchestre                              | 25 minutes (premier mouvement seul) ou 75-80 minutes (les cinq) |

### Lieder
| Titre                                               | Traduction                                                                    | Texte                                                                      | Composition          | Chants    | Durée         |
| --------------------------------------------------- | ----------------------------------------------------------------------------- | -------------------------------------------------------------------------- | -------------------- | --------- | ------------- |
| Das klagende Lied                                   | La Complainte                                                                 | Gustav Mahler                                                              | 1878-1880, 1896-1899 | 3 parties | 60-70 minutes |
| Lieder aus der Jugendzeit                           | Chants de jeunesse Trois Lieder, Cinq Lieder, Neuf premiers Wunderhorn Lieder | Gustav Mahler, Richard Leander, Tirso de Molina                            | 1880-1883            | 17        | 40-45 minutes |
| Lieder eines fahrenden Gesellen                     | Chants d'un compagnon errant                                                  | Gustav Mahler                                                              | 1884-1885            | 4         | 15-20 minutes |
| Lieder nach Gedichten aus « Des Knaben Wunderhorn » | Lieder sur des poèmes du "Knaben Wunderhorn"                                  |                                                                            | 1888-1894            | 13        | 55-60 minutes |
| Rückert-Lieder                                      | Rückert-Lieder                                                                | Friedrich Rückert                                                          | 1901-1902            | 5         | 17-23 minutes |
| Kindertotenlieder                                   | Chants sur la mort des enfants                                                | Friedrich Rückert                                                          | 1901-1904            | 5         | 25-30 minutes |
| Das Lied von der Erde                               | Le Chant de la Terre                                                          | Li Bai, Meng Haoran, Wang Wei, Qian Qi traduits et adaptés par Hans Bethge | 1908-1909            | 6         | 65-70 minutes |

### Autres
Le Chant de la Terre est considéré par son auteur comme une symphonie en six mouvements. C'est donc autant une œuvre symphonique qu'une œuvre vocale.
Die Drei Pintos (en) (Les Trois Pintos). Cet opéra en trois actes et d'une durée de deux heures et demie, sur un livret de Theodor Hell (en) d'après Carl Seidel (de) fut à peine esquissé par Carl Maria von Weber. Soixante ans plus tard, Mahler reconstitua les esquisses, compléta la partition et l'orchestra en 1887.
Le Symphonisches Präludium (Prélude symphonique) en do mineur de 1875-1876, souvent attribué à Mahler ou à Rudolf Krzyzanowski, un autre élève de Bruckner, est selon Benjamin-Gunnar Cohrs de la plume de Bruckner. Selon ce musicologue, il ressort clairement de son analyse stylistique que le matériel musical de ce mouvement symphonique en forme d'ouverture est bien de Bruckner, notamment car certaines de ses idées anticipent même des idées de la 9e Symphonie, que personne ne pouvait déjà connaître en 1876.

## Analyse de l'œuvre et esthétique

### Journal de Natalie Bauer-Lechner
Amie proche et dévouée, compagnon de route de longue date, l'altiste Natalie Bauer-Lechner, garda un journal intime qui dépeint une image unique de la vie privée, professionnelle et créatrice de Mahler. Elle enregistra dans son journal plusieurs des déclarations du compositeur sur la musique, la littérature, la philosophie et sa vie (y compris une explication approfondie de la structure de sa Troisième Symphonie et de ses intentions de compositeur),,. L'édition originale des Erinnerungen an Gustav Mahler a été publiée par John Killian, neveu de Natalie Bauer Lechner, à Leipzig en 1923.

### Influences
La musique de Mahler est ancrée dans la tradition austro-allemande, celle de Jean-Sébastien Bach, de la première école de Vienne de Joseph Haydn, Wolfgang Amadeus Mozart, Ludwig van Beethoven et Franz Schubert et de la génération romantique, Robert Schumann, Johannes Brahms et Felix Mendelssohn, mais surtout de Franz Liszt et d’Anton Bruckner, dont les vastes symphonies à thématiques métaphysico-existentielles anticipent les siennes. Cependant l’influence décisive de son œuvre fut Richard Wagner, le seul, selon lui, dont la musique possédait réellement un « développement » (cf. Forme sonate).
La musique de Mahler combine des influences romantiques — comme le fait de donner des titres à ses symphonies, ou de leur associer des programmes — avec l’utilisation de la musique populaire autrichienne et juive, et l’art contrapuntique, en utilisant les ressources de l’orchestre symphonique. Le résultat de sa recherche pour étendre son univers musical fut qu’il développa la forme symphonique au point d’en faire éclater le moule formel. Une symphonie se devait d’être, dans ses termes, un univers entier. De ce fait, Mahler rencontra des difficultés dans l'accueil de ses œuvres par ses contemporains. De plus, son perfectionnisme extrême le poussa à en réviser sans fin les détails d’orchestration.

### Œuvre symphonique
On divise généralement ses symphonies selon trois périodes :
1. La première période, marquée par la lecture et la mise en musique des poèmes du recueil Des Knaben Wunderhorn et parsemée de mélodies provenant de la musique de ces poèmes dans le tissu de ses quatre premières symphonies ;
2. Dans la deuxième période, comprenant les trois symphonies suivantes, l’expression devient plus sévère, plus tragique, de la musique pure aussi, sans intentions programmatiques déclarées. Elle impressionna le public viennois tout autant qu’elle influença d’autres compositeurs ;
3. La dernière période est marquée par une importance croissante de la polyphonie et comprend la Symphonie no 8 dite « des mille », la Neuvième Symphonie, la Dixième, inachevée, ainsi que le cycle de lieder avec orchestre Das Lied von der Erde (Le Chant de la Terre) qui est en fait une symphonie mahlérienne qui n'en porte pas le nom.

Mahler était obsédé par l’héritage de Beethoven. Tout en étant terrifié à l’idée d’écrire une symphonie qui portât le numéro neuf, il déclarait que chacune de ses propres symphonies était une « neuvième », avec autant d’impact et d’importance que celle de l'Ode à la joie. Peu de compositeurs ont à ce point mêlé leur vie personnelle et leur œuvre. Le manuscrit de la Dixième Symphonie de Mahler comporte des notes destinées à sa femme, qui avait une liaison avec Walter Gropius, et d’autres références autobiographiques.
Ces aspects conduisirent à considérer sa musique, encore longtemps après sa mort, comme emphatique, voire boursouflée. Claude Debussy, qui avait quitté ostensiblement la salle lors de la première de la Deuxième Symphonie à Paris, avait déclaré : « Ouvrons l’œil (et fermons l’oreille)… Le goût français n’admettra jamais ces géants pneumatiques à d’autre honneur que de servir de réclame à Bibendum. »
Pourtant, quels que soient la durée de ces œuvres ou l’effectif requis pour leur exécution, elles constituent toujours une démonstration d’orchestration magistrale, ce que les détracteurs les plus déterminés de sa musique étaient bien contraints de reconnaître. Même dans des œuvres se contentant d’un orchestre restreint, comme sa Quatrième Symphonie, la délicatesse de l’orchestration, son inventivité, le fait que les timbres soient partie intégrante de la composition font de Mahler l'héritier direct de Berlioz, musicien dont il connaissait très bien les partitions et qui figurait souvent à l'affiche des concerts qu'il donnait comme chef d'orchestre.
Mahler avait toujours cherché à innover et à étendre le genre symphonique, mais il était aussi un artisan minutieux, ce qui se voit dans ses méthodes de travail méticuleuses, dans la planification ordonnée de ses œuvres et dans ses études des maîtres antérieurs.
Mahler, grand maître d’un romantisme crépusculaire qu’il fait entrer dans la modernité, trait d'union entre Bruckner et Schoenberg, est un compositeur qui a synthétisé la leçon de ses maîtres allemands et autrichiens (Beethoven, Wagner, Bruckner), mais aussi de Berlioz, en portant le langage symphonique à un nouveau sommet. Certes les Français des années 1900 n’appréciaient pas son œuvre. C’était peu visionnaire, mais bien caractéristique d’une époque où la musique française et la musique allemande se livraient une guerre ouverte. La Quatrième Symphonie qui comporte une partie vocale fut sifflée lors de sa création en 1901 et ne fut acceptée par le public qu’en 1904, à Amsterdam.

## Postérité
Ses compositions eurent une influence décisive sur les compositeurs Alexander von Zemlinsky, Arnold Schönberg, Alban Berg, Anton Webern, Dmitri Chostakovitch ainsi que sur les chefs d’orchestre Bruno Walter et Otto Klemperer, qu’il a tous les deux aidés dans leur carrière.
Ses mélodies, parfois à la limite de la rupture, son goût des grands intervalles expressifs, ses modulations abruptes, l’utilisation d’accords dissonants sur des points clefs quand le programme le requiert, la conduite des voix bien plus audacieuse que le contrepoint classique, ont rendu possible le passage à l’atonalité. Parmi ses autres innovations, on trouve l’introduction d’instruments inhabituels dans l’orchestre (guitare, mandoline), ainsi que l’extension de la section des percussions.
En tant que chef d’orchestre, sa technique et ses méthodes ont survécu jusqu’à notre époque. Célèbre pour avoir dit que « la tradition, c’[est] de la paresse (ou de la négligence) », il exigeait un intense travail de répétitions avant un concert, ce qui conduisait à des tensions avec les orchestres qu’il dirigeait, quelle que pût être par ailleurs la qualité du résultat final.
« Mon temps viendra », disait Mahler face aux difficultés qu’il rencontrait pour faire accepter ses œuvres et c’est en effet ce qui se produisit vers les années 1960, notamment grâce à Leonard Bernstein, puis, plus tard, en 1971, grâce à l’illustration musicale du film de Luchino Visconti, adaptation de la nouvelle de Thomas Mann Mort à Venise, par l'utilisation de l’Adagietto de la Cinquième Symphonie, qui va engendrer un véritable engouement pour sa musique et sortir définitivement son œuvre tout entière de l'oubli relatif dans lequel elle était tombée depuis sa mort.
En 2011, le musée d'Orsay consacre une exposition à Gustav Mahler grâce à des prêts des archives du Musikverein de Vienne ainsi que de la Médiathèque Musicale Mahler de Paris.

### Hommages

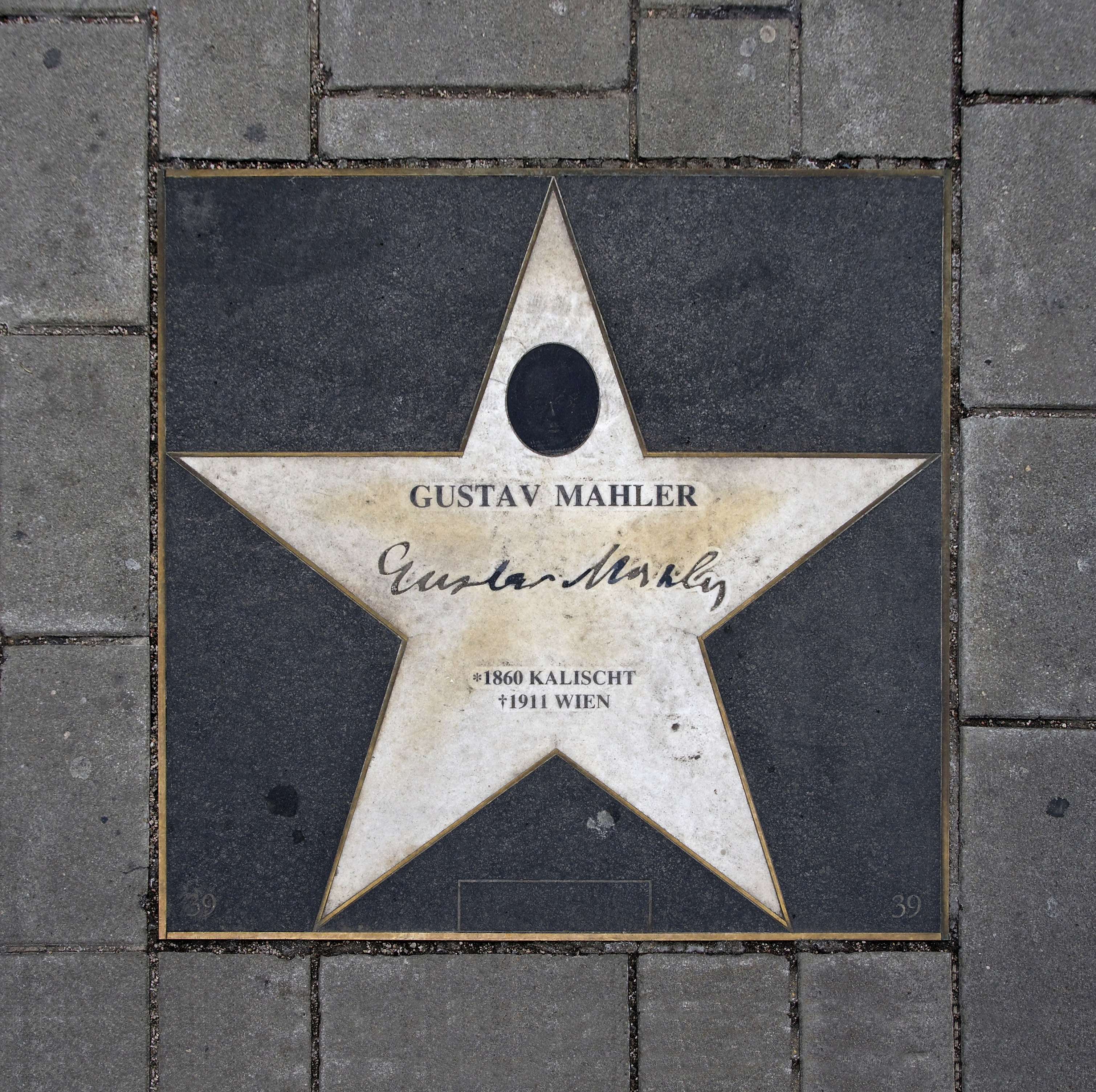
L'étoile à son nom, sur le parvis de l'opéra d'État de Vienne.

Le nom de Gustav Mahler est repris par Rolf Habisreutinger pour baptiser un stradivarius. C'est peut-être l'instrument de musique ayant la plus grande valeur. La principauté de Monaco, pour célébrer le centième anniversaire de sa mort, a émis un timbre-poste à son effigie, dessiné par Cyril de La Patellière et gravé par Claude Andreotto.
En astronomie, sont nommés en son honneur (4406) Mahler, un astéroïde de la ceinture principale d'astéroïdes, et Mahler, un cratère de la planète Mercure. Aussi, une étoile à son nom est posée sur le parvis de l'opéra d'État de Vienne, en Autriche.

### Dans la littérature
- Le Dernier Été de Gustav Mahler, de Laurent Sagalovitsch, Le Cherche midi, 2024.

Raconte l'épisode de l'adultère d'Alma Mahler avec Walter Gropius lors de l'été 1910 et l'effondrement moral du musicien qui s'ensuivit.
- L'auteur de romans policiers Bernard Minier utilise Mahler dans sa série Commandant Martin Servaz, le compositeur étant le trait d’union entre Martin Servaz, le personnage principal et récurrent de la série, et le criminel qu’il poursuit, Julian Hirtman.

## Dans la culture populaire

### Cinéma
- Mahler, film de Ken Russell, Royaume-Uni, (1974), avec Robert Powell.
- To Live, I Will Die (Sterben werd ich um zu leben - Gustav Mahler), film de Wolfgang Lesowsky, 1987, avec Reinhard Hauser.
- Conducting Mahler, documentaire de Frank Scheffer (en), Pays-Bas, 1995, avec Simon Rattle, Riccardo Muti et Bernard Haitink.
- Alma, la fiancée du vent (Bride of the Wind), film de Bruce Beresford, Royaume-Uni/Allemagne/Autriche, 2001, avec Sarah Wynter et Jonathan Pryce.

### Utilisation de la musique
- Symphonie nº 3 et Adagietto de la Symphonie nº 5 dans Mort à Venise (Morte a Venezia) de Luchino Visconti, 1971.
- Début du final de la Symphonie nº 1 dans Papy fait de la résistance de Jean-Marie Poiré, 1983.
- Ich bin der Welt abhanden gekommen chanté par José van Dam dans Le Maître de musique de Gérard Corbiau en 1988.
- Symphonie nº 5 dans Casino de Martin Scorsese, 1995.
- Ich bin der Welt abhanden gekommen des Rückert-Lieder chanté par Klaus Michael Grüber dans Les Amants du Pont-Neuf de Leos Carax, 1991.
- Quatuor pour cordes et piano en la mineur (en) dans Shutter Island de Martin Scorsese, 2010.
- Symphonie nº 1 dans The Tree of Life de Terrence Malick, 2011.
- L'introduction de la Symphonie nº 9, dans Birdman, réalisé par Alejandro González Iñárritu en 2014.
- Le cinquième mouvement de la Symphonie nº 5 est un élément clé dans la résolution de la première partie de Decision to Leave, réalisé par Park Chan-wook en 2022.
- Dans le film Tár, du réalisateur Todd Field, sorti en 2023, l'actrice Cate Blanchett joue le rôle d'une cheffe d'orchestre du Philharmonique de Berlin, dirigeant la répétition du premier mouvement de la Symphonie nº 5 de Gustav Mahler.

### Théâtre et ballet
- Francis Huster : Putzi (1991) et Mahler (2000)
- Ronald Harwood :
  - Mahler’s Conversion (2001, Faber Publishing)

## Exemples musicaux
| Dietrich Fischer-Dieskau chant Berliner Philharmoniker direction Rudolf Kempe (1955) Kindertotenlieder |
| I. Nun will die Sonn' so hell aufgehn                                                                  |
| |
| Bruno Walter direction Orchestre philharmonique de Vienne (1938)                                       |
| Symphonie n° 9 IV. Adagio. Sehr langsam und noch zurückhaltend                                         |
| |